# Victor-Charles Mahillon
Victor-Charles Mahillon (* 10. März 1841 in Brüssel; † 17. Juni 1924 in Saint-Jean-Cap-Ferrat, Frankreich) war ein belgischer Musiker, Instrumentenbauer und Autor zu musikalischen Themen. Er war der Gründer und erste Kurator des Musée instrumental du Conservatoire Royal de Musique, heute bekannt als Musikinstrumentenmuseum Brüssel. Er baute, sammelte und beschrieb mehr als 1500 Musikinstrumente.

## Leben
Geboren in einer Familie von Instrumentenbauern und Musikverlegern, war er der Sohn von Charles Mahillon (1813–1887) und der Bruder von Joseph-Jean Mahillon (1848–1923), Adolphe Désiré Mahillon (1851–1906) und Ferdinand-Charles-Eugène Mahillon (1855–1948). Sein Onkel Barthelemi und sein Sohn Fernand-Charles-Henri hatten den gleichen Beruf.
Teilweise Autodidakt, studierte Mahillon Musikakustik und Organologie und begann 1865 in der Musikinstrumentenfabrik seines Vaters zu arbeiten.
1869 gründete er die Musikzeitschrift L'Echo Musical, die bis 1886 erschien.

## Königliches Musikkonservatorium Brüssel
Mahillon war ab 1879 der erste Kurator der Instrumentensammlung am Königlichen Musikkonservatorium Brüssel und steuerte viele seiner eigenen Instrumente zur Sammlung bei. Er hatte ein tiefes Interesse für die Akustik, insbesondere für die Akustik der Blasinstrumente. Während seine Arbeit auf dem Gebiet der Akustik für die damalige Zeit fortgeschritten war und ein gewisses historisches Interesse hatte, wurde sie später weitgehend vergessen.
Er sammelte nicht nur eine große Anzahl historischer europäischer Blasinstrumente, sondern sammelte auch viele ethnologisch interessante Exemplare aus der ganzen Welt und erstellte einen dreibändigen Katalog davon (auf Französisch).
Seine verschiedenen Artikel, die in der neunten Auflage der Encyclopædia Britannica erschienen, sind immer noch von Interesse. 1885 stellte er Alfred James Hipkins Instrumente für eine Reihe von Konzerten auf der International Inventions Exhibition in London zur Verfügung.
Mahillons Systematisierung der Musikinstrumente war die erste moderne Instrumentenklassifikation und bildete die Grundlage für die 1914 von Erich von Hornbostel und Curt Sachs eingeführte Hornbostel-Sachs-Systematik, die noch heute verwendet wird.